# 黎济武
黎济武（1931年4月20日—1998年3月12日），男，广东化州人，中华人民共和国政治人物，曾任中共玉林地委书记，广西壮族自治区人大常委会副主任。